# Joseph Fouché

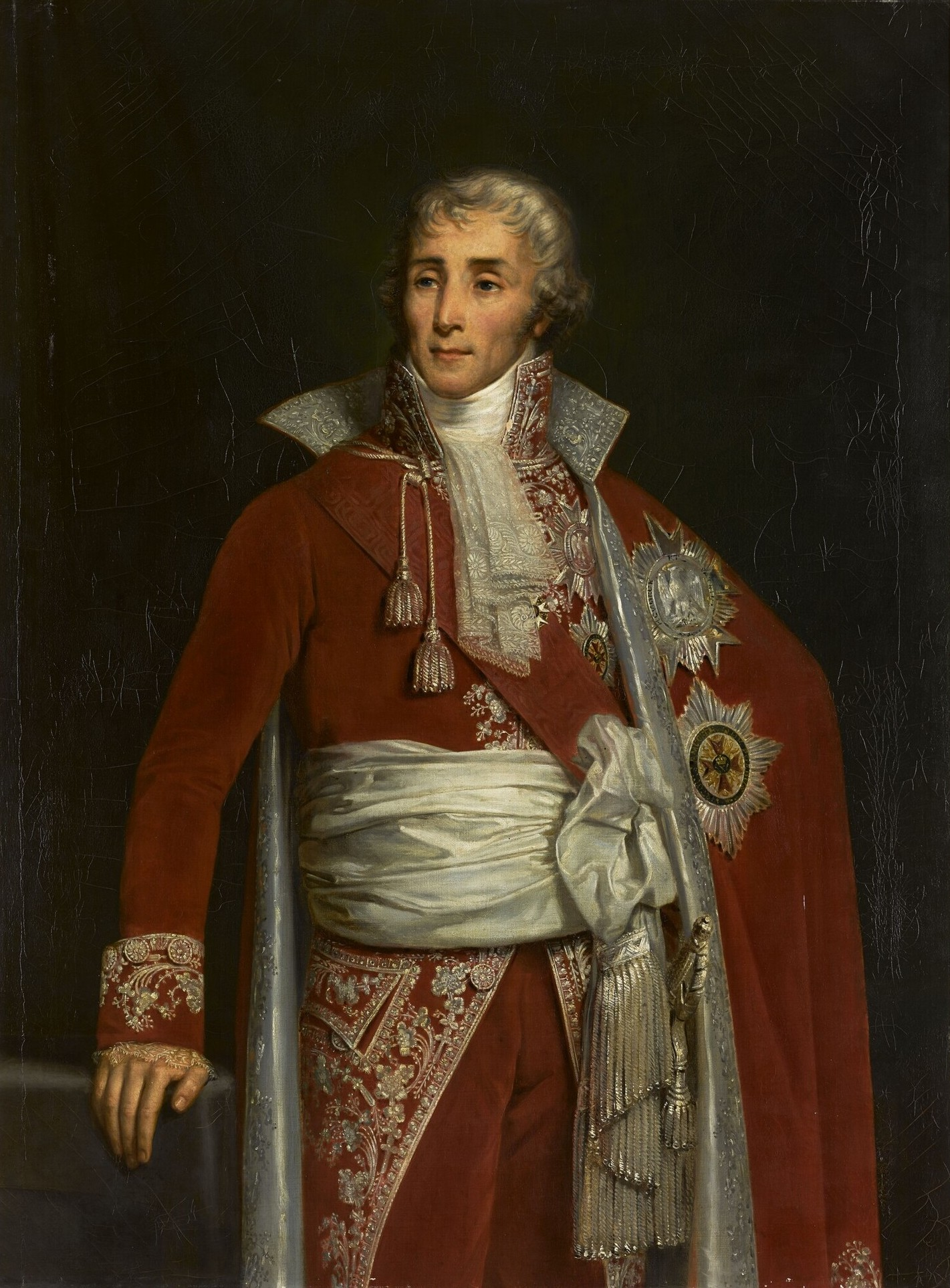
Joseph Fouché (1759-1820)

Joseph Fouché, còn được gọi là Fouché của Nantes, Công tước Otrante, bá tước Fouché, là một chính trị gia người Pháp, sinh ngày 21 tháng 5 năm 1759 ở Pellerin gần Nantes, Pháp và mất ngày 26 tháng 12 năm 1820 ở Trieste, Ý. Ông được biết đến với vai trò trong vụ thảm sát những người chống Quốc ước ở Lyon năm 1793 và chính sách đàn áp dã man khi cầm quyền dưới các thời Đốc chính và Đế chế. Ông thường xuyên thay đổi quan điểm chính trị của mình và nắm bắt chiều hướng quyền lực để nghiêng theo, nhờ vậy duy trì được vị trí trong nội các trải qua các thời Quốc hội lập hiến, Thời kì Khủng bố, Đốc chính, Đế chế Napoleon và nhà Bourbon trung hưng. Chức vụ cao nhất ông từng đảm nhiệm là Thủ tướng chính phủ thời kì Một trăm ngày. Chủ nghĩa cơ hội chính trị của Fouché khiến cho tên ông thường được dùng để chỉ chung những kẻ phản bội, cơ hội. Từng thảm sát những người Bảo hoàng trong thời Cách mạng, ông bị thất sủng dưới triều vua Louis XVIII, cuối cùng bị đẩy đi Ý và chết ở đây. Tên ông xuất hiện trong một số tác phẩm văn học và điện ảnh, chẳng hạn cuốn tiểu sử Joseph Fouché của Stefan Zweig.